# Punk in Deutschland
Punk in Deutschland entwickelte sich in den späten 1970er Jahren, kurz nach dem Entstehen des Punks um 1977 in den Vereinigten Staaten und im Vereinigten Königreich.

## Geschichte

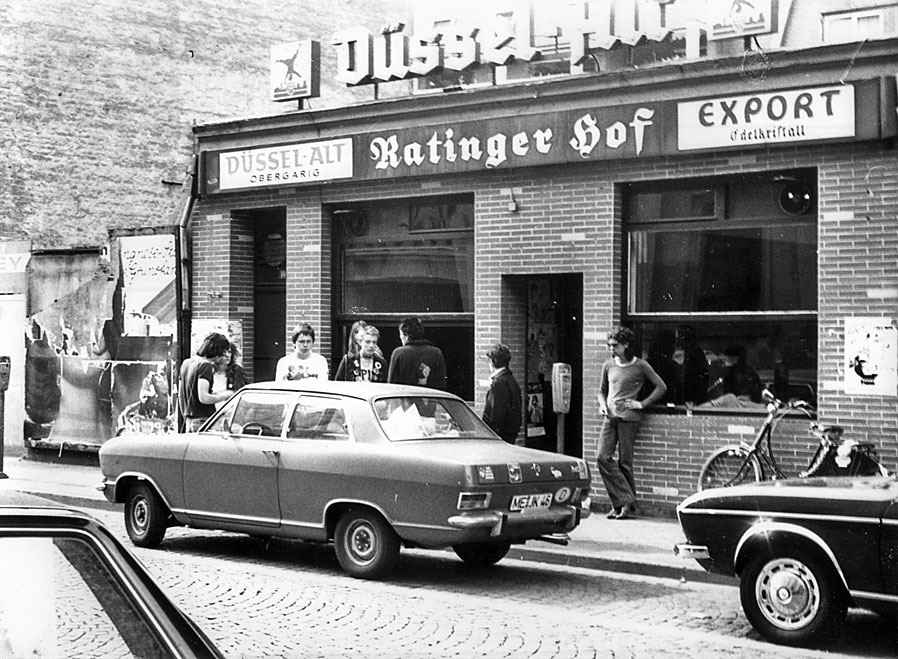
Szene- und Künstlerkneipe Ratinger Hof in Düsseldorf, 1978, Entstehungsort des Punk in Westdeutschland

Zur Entwicklung in der Deutschen Demokratischen Republik siehe Punk in der DDR

### Die Anfänge (1976–1981)
Während die Strassenjungs aus Frankfurt am Main zu diesem Zeitpunkt noch eine reine Geburt der Plattenindustrie waren (CBS, 1977), die Hamburger Big Balls and the Great White Idiot (Rüssel Records, 1978) sich noch fast zu 100 % an den Sex Pistols orientierten, sangen Male aus Düsseldorf (1979) schon ihre Texte auf Deutsch, klangen aber auch noch stark nach britischen Bands wie The Clash. Zu den ersten Punk-Bands in Deutschland zählte neben der Fred Banana Combo und Pack, die englische Texte hatten und deren erste LPs 1978 erschienen, auch die 1977 gegründete Band PVC aus West-Berlin, die mit ihrem Titel Wall City Rock die Genre-Bezeichnung für Berliner Rock- und Punk-Musik der späten 1970er Jahre prägten, die 1977 in Dortmund gegründeten Clox mit ihrem englischen Sänger Steve Waymouth, sowie die 1976 gegründeten Tollwut aus München, die mit Amok einen oft gecoverten Szeneklassiker aufnahmen, der allerdings erst 1980 auf Platte erschien.
Zum ersten Skandal der bundesdeutschen Punk-Szene kam es, als Sängerin Nina Hagen in der Diskussionssendung Club 2 des ORF verschiedene Masturbationstechniken anschaulich vorführte. Mit dem umstrittenen Auftritt wurde die strittige Sängerin im deutschsprachigen Raum rasch bekannt. Bereits im Vorfeld erschien das international erfolgreiche Debütalbum Nina Hagen Band (1978), unter anderem mit einer deutschsprachigen Version des The-Tubes-Klassikers White Punks on Dope (dt. Titel: TV-Glotzer).
Zu diesem Zeitpunkt gab es, zumindest in Deutschland, für Musiker kaum Möglichkeiten, neben dem Musikbusiness Platten zu veröffentlichen. Auch die Auftritte und Musikpresse boten wenig Alternativen. In den Jahren der Auseinandersetzungen um die Wiederaufarbeitungsanlage Wackersdorf, die Startbahn West und in der Anti-AKW-Bewegung entstanden die ersten Punk-Bands, die (fast) ausschließlich Deutsch sangen, ihre Wurzeln in politischen Bewegungen hatten oder zumindest mit ihnen sympathisierten. Gleichzeitig gab es Auftrittsmöglichkeiten in besetzten Häusern und autonome Zentren, die damals in fast jeder Stadt entstanden. So entwickelten sich – etwa in Düsseldorf (Ratinger Hof), Hamburg (Markthalle), Berlin (KZ36, KOB, SO36) – sehr aktive musikalische Bewegungen.
Nach ersten Veröffentlichungen fast ausschließlich auf Compact Cassettes gründeten sich die ersten Independent-Labels um 1979. Zu diesen gehörten das spätere Rechtsrock-Label Rock-O-Rama, ZickZack Records, das als einziges noch heute existiert, und eine Reihe relativ kurzlebiger Label. Dadurch waren die ersten Jahre vor allem durch fehlende Strukturen gekennzeichnet. Die überwiegend selbstproduzierten Tonträger waren in keinem Plattenladen erhältlich und verbreiteten sich über Mundpropaganda. Um diese Lücke zu schließen, entstanden in den Ballungszentren eine Reihe von Independent-Läden, außerdem versorgten die ersten Versandhändler den Markt. Die einzigen überregional erscheinenden Musikzeitschriften, die sich mit Punk beschäftigten, waren Sounds und die 1980 gegründete Zeitschrift Spex, die hauptsächlich Fotos des Szenefotografen ar/gee gleim veröffentlichte. In diesen frühen Jahren gründeten sich daher die ersten Fanzines. Dazu gehört auch Der Ostrich, der im März 1977 erstmals unter die Leute gebracht wurde.
Ungefähr ab 1980 kristallisierten sich mehrere musikalische Richtungen heraus. Einerseits gab es, gerade in Düsseldorf, eine Bewegung in Richtung elektronischer Musik. Diese Gruppen traten anfänglich noch mit Punk-Bands zusammen auf, wurden aber immer mehr als „intellektuelle Studentenbands“ geschmäht. Viele von diesen Bands kann man als Vorgänger der Technomusik bezeichnen – z. B. DAF, Der Plan (beide Düsseldorf) und die frühen Projekte des späteren kommerziell erfolgreichen Techno-DJ Westbam (Münster). Andere deutschsprachige Bands wie Fehlfarben oder Ideal standen in einer Reihe mit Trio, gelten also als Wegbereiter für die Neue Deutsche Welle (NDW). Ihre Musik war zwar vom Punk beeinflusst, aber mehr am Massengeschmack orientiert. Um 1979 begann eine Grenzziehung zwischen den älteren Punks der ersten Stunde, die vornehmlich in die NDW abwanderten und den Jungpunks, die nach härteren Ausdrucksstilen suchten. Ähnlich wie in England mit Punk und New Wave spalteten sich die Fangemeinden in zwei unversöhnliche Lager. Eine bekannte, musikalisch ausgetragene Fehde, gab es beispielsweise zwischen ZK/Campino und Male/Jürgen Engler. Die meisten tatsächlich eher dem Punklager zuzuordnenden NDW-Bands aus Düsseldorf, wie S.Y.P.H., der KFC und Mittagspause, wurden jedoch recht schnell von den eher kommerziell orientierten Stars wie Hubert Kah und Nena verdrängt. Gleichzeitig gründeten sich mit ZK und Soilent Grün die Vorläuferbands der späteren Superstars Die Toten Hosen und Die Ärzte.
Weitere Bands wie Chaos Z und Neurotic Arseholes aus Stuttgart bzw. Minden drängten ins Hardcore-Lager und bedienten sich überwiegend politischer Texte. Ebenso entwickelte sich mit Die Mimmi’s die erste Fun-Punk-Band, deren Sänger Fabsi ebenfalls ein ehemaliges ZK-Mitglied ist.

### Hardcore und Funpunk (1981–1989)
Ab etwa 1981 veröffentlichten die Labels Aggressive Rockproduktionen (Berlin) und Weird System (Hamburg) Platten, die zu den Meilensteinen des Deutschpunks zählen. Bands wie HASS, Slime, Razzia, Neurotic Arseholes, Canal Terror, Toxoplasma und Daily Terror, die auch heute noch teilweise aktiv sind, prägten damals mit ihren eingängigen und politischen Texten den Punk in Deutschland. Slime wurden zum Prototyp dieses Stils und zusammen mit Middle Class Fantasies mit dem Titel Helden die erste deutsche Punk-Band, deren Musik aufgrund solcher Titel wie Deutschland, Bullenschweine und Polizei SA/SS verboten wurde. Textlich grenzte sich auch diese zweite Generation von Punks von den sogenannten Poppern und auch von den Hippies ab. Auch wurde der Alkohol (noch anders als bei der ersten Generation) ein fester Bestandteil der Subkultur, der bis heute das Bild von Punks prägt. Der politische Anteil führte zur Annäherung an linke Positionen und eine Organisation in der Hausbesetzer-Szene (beispielsweise lebten die Mitglieder der Vorkriegsjugend in besetzten Häusern in West-Berlin). Gleichzeitig verbreitete sich der Do-it-yourself-Gedanke, der zahlreiche linke Läden und Plattenfirmen entstehen ließ.
1983 führte die Polizeidirektion Hannover die Punker-Kartei ein, in der Punks und Skinheads aufgeführt wurden, um „einen Überblick über die Punkszene in Hannover zu gewinnen“ und einer befürchteten Gefährdung für die öffentliche Sicherheit und Ordnung entgegenwirken zu können. Als Reaktion auf die Kartei wurden erstmals die später regelmäßig in verschiedenen Städten stattfindenden Chaostage ausgerufen.
Um 1985/1986 wendete sich der aktive Teil der Punkbewegung – also der Teil, der Konzerte organisierte, Fanzines herausbrachte oder Musiklabels gründete – dem gerade in Deutschland populär werdenden amerikanischen Hardcore zu. Ende der 80er Jahre gab es nochmals eine kurze Welle des so genannten Fun-Punk, in der Bands wie die Ärzte oder die Abstürzenden Brieftauben von großen Labels, aber auch der Bravo vermarktet wurden.
Anfang der 1980er Jahre entwickelte sich aus der Punk-Szene heraus außerdem eine Skinhead-Bewegung, deren musikalische Werke sich am britischen Oi! ausrichteten. Um das Fanzine Scumfuck – das sich regelrechte (Schreib-)Kriege mit dem Trust und dem Zap, die von Anhängern der Hardcore-Bewegung herausgegeben wurden, führte – entwickelte sich so eine neue Welle, die sich aber sowohl textlich als auch in ihrer gesellschaftlichen Einstellung eher unpolitisch gab. Neben Skinhead-Bands, die ideologisch der Punk-Szene nahestanden, wie Herbärds und Die Alliierten, entwickelte sich recht schnell eine rechtsextreme Musikszene um Bands wie Kraft durch Froide und Endstufe, die sich zwar musikalisch noch an der gängigen Punkmusik orientierte, jedoch eine eigene musikalischen Sparte, den sogenannten Rechtsrock etablierte. Vorläufer war hier das Kölner Label Rock-O-Rama, das ab 1984 mit der Veröffentlichung von Der nette Mann von Böhse Onkelz, Hail the New Dawn von Skrewdriver und weiteren Rechtsrock-Platten diese neue Marktlücke kommerziell auszuschlachten versuchte.

### Situation nach der deutschen Wiedervereinigung (1990–heute)
Nach der deutschen Wiedervereinigung gab es gerade für ostdeutsche Punks, die im geringen Umfang die Möglichkeit hatten, an die Platten zu gelangen, einen großen Nachholbedarf. Bands wie Slime, Toxoplasma und Ausbruch formierten sich neu und veröffentlichten, teilweise sehr erfolgreich, neue Tonträger. Labels wie Nasty Vinyl, Impact Records, Suppenkazper oder Höhnie Records konnten von dieser Welle profitieren und warfen unzählige Bands auf den Markt.
Vorbild war die Reihe Sicher gibt es bessere Zeiten, doch diese war die unsere (ab 1990, Höhnie Records), die Bands aus Ostdeutschland vereinigte und so einerseits den ostdeutschen Punks die Möglichkeit gab, ihre Bands endlich auf Tonträgern zu erwerben (in der DDR war es als Punkband nahezu unmöglich, Tonträger zu produzieren, selbst Audiokassetten waren sehr teuer) und andererseits westdeutschen Punks die Entwicklung der anderen Seite der Mauer zu entdecken. Bis zu diesem Zeitpunkt gab es lediglich Veröffentlichungen von L’Attentat (Leipzig) und Schleim-Keim (unter dem Decknamen Saukerle) in Westdeutschland, die unter sehr konspirativen Umständen entstanden waren. Zu Beginn der Wende ab 1989 wurden einige wenige Punk-Bands auf Amiga produziert, zum Beispiel Die Skeptiker und Feeling B (aus denen nach der Wende dann später unter anderem Rammstein hervorging), die in der Szene dann auch dementsprechend umstritten waren. Aber auch westdeutsche Punk-Bands wie Die Toten Hosen wurden über Amiga in der DDR veröffentlicht.
Im Zuge der Renaissance des deutschen Punk-Rock wurde zu Beginn der 90er Jahre eine Stilrichtung immer beliebter, bei der die plakativen Texte der 80er durch intellektuelle und persönliche Texte in den Hintergrund gerückt wurden. Bands wie …But Alive, die Boxhamsters, Dackelblut sowie weitere Bands um Jens Rachut oder die schon seit den 1980ern existierenden EA80 und 1. Mai 87 brachten so einen neuen Schwung in die Szene und beeinflussten auch viele der neueren, heutzutage beliebten Bands wie Turbostaat, Muff Potter, Schrottgrenze oder Pascow. Diese Gruppen übten zudem einen Einfluss auf die Entstehung der sogenannten Hamburger Schule aus, die Bands wie Tocotronic und Die Sterne hervorbrachte. So besteht beispielsweise die populäre Band Kettcar aus ehemaligen ...But-Alive-Mitgliedern.
Gleichzeitig erreichten Bands, die politische Aussagen mit Humor verbanden, seit den 1990ern große Popularität; hierzu zählen insbesondere WIZO und die Berliner Terrorgruppe. Parallel dazu gewannen Gruppen wie Die Lokalmatadore oder Die Kassierer mit derberen Texten über Themen wie Alkohol und Sex an Bekanntheit.
Heutzutage entstehen nach wie vor zahlreiche neue, stilistisch äußerst unterschiedliche und in der Szene sehr beliebte Punk-Bands. Hinzu kommen viele Bands, die sich in den 1980er Jahren gründeten und bis heute aktiv und beliebt sind oder sich in den letzten beiden Jahrzehnten reformierten. Labels wie Weird System sind ebenfalls heute noch tätig und beschäftigen sich auch häufig mit der Pflege der Punk-Geschichte, indem ältere, längst ausverkaufte Platten wiederveröffentlicht werden oder Kompilationen zu bestimmten Themen erstellen. Plastic Bomb, Trust und das Ox-Fanzine wurden als Fanzines gegründet und haben den Sprung in den normalen Zeitschriftenmarkt geschafft. Auch jüngere Zeitschriften, wie das Slam und das Taugenix berichten über die deutsche Punk-Szene, während sich das Spex eher auf die Alternative-Szene konzentriert. Mit dem Aufkommen des Internets verlagerte sich die Fanzine-Kultur vermehrt auf Punk-Portale und Fanpages.